# Dym

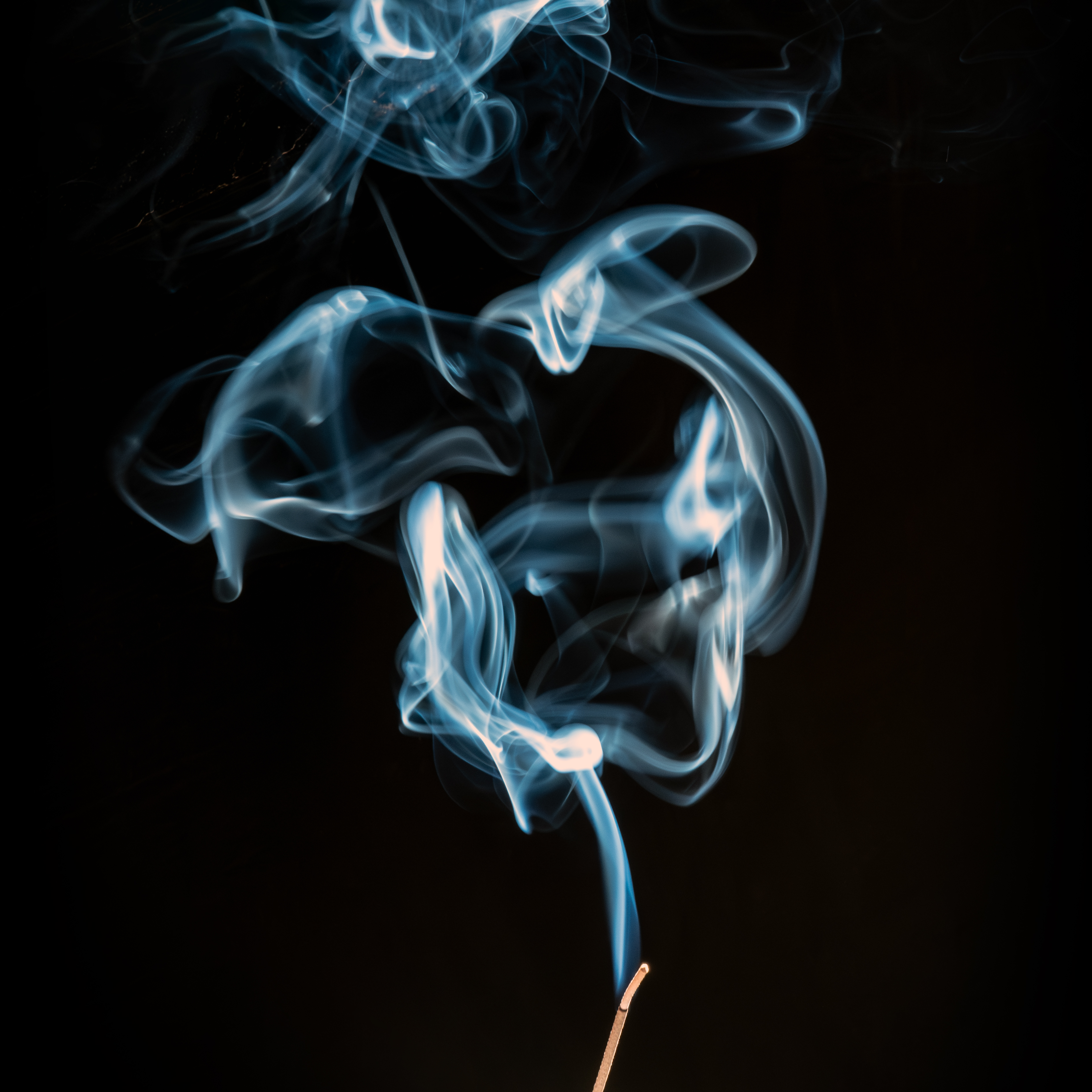
Dym z kadzidła

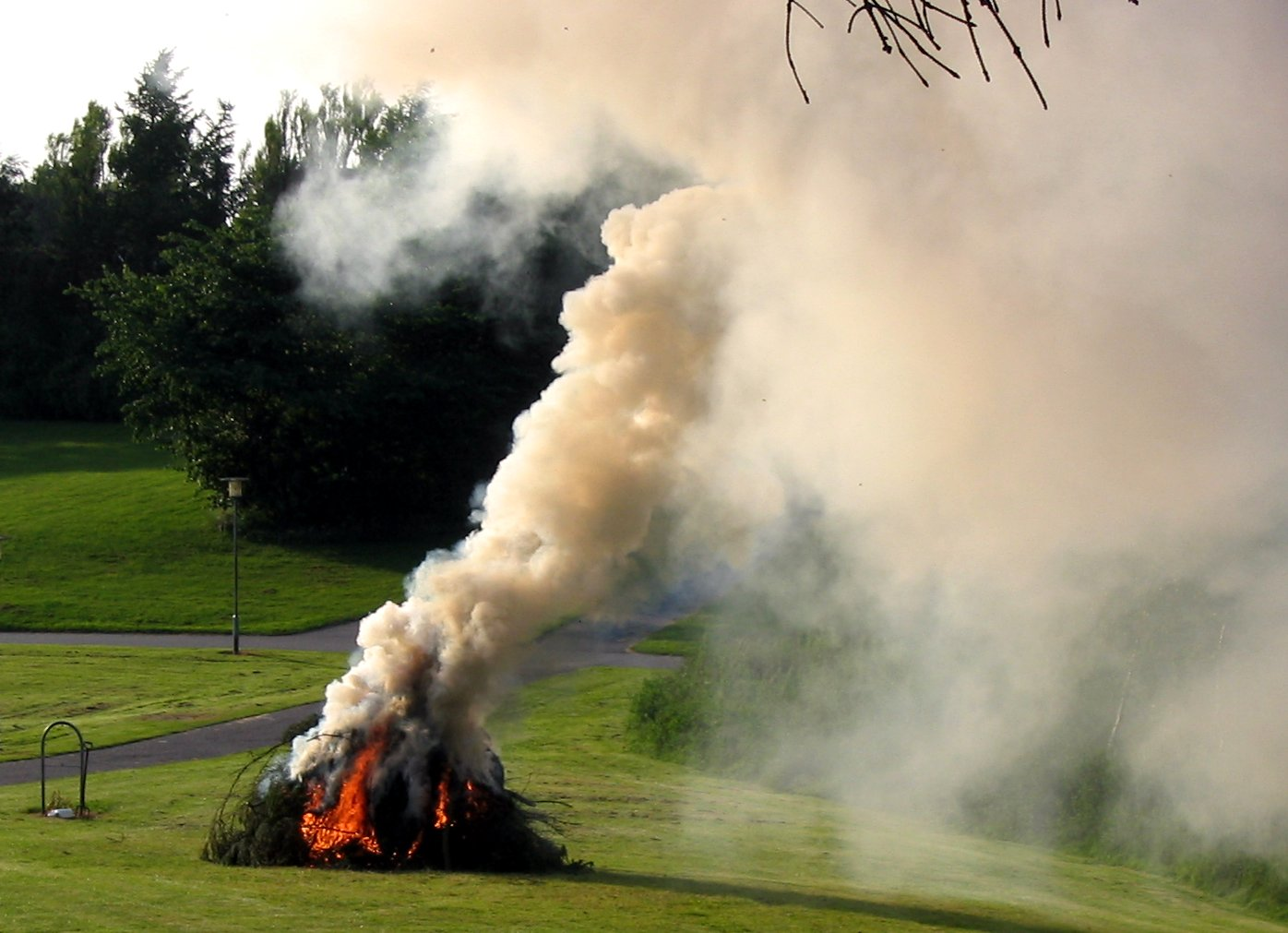
Dym z ogniska

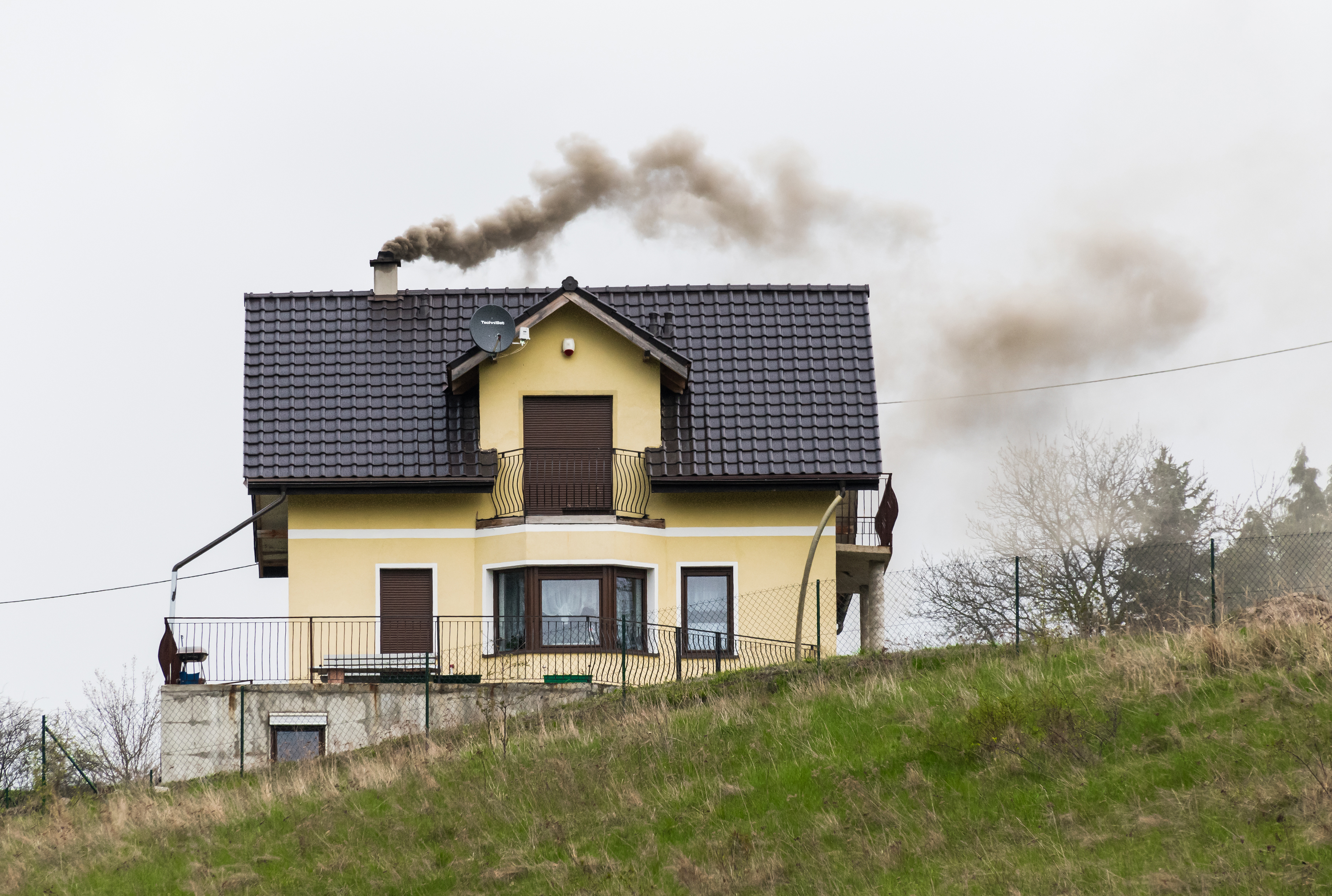
Dym z domowej instalacji c.o.

Dym – układ koloidalny, w którym ośrodkiem rozpraszającym jest gaz, a cząstki koloidalne są cząstkami stałymi. Zawiesina bardzo drobnych cząstek stałych w gazie. Dym jest, obok mgły, jedną z postaci gazozolu, a najczęściej jego odmiany – aerozolu.
Zazwyczaj jest produktem ubocznym spalania i często towarzyszy ogniowi.
Wraz z mgłą może tworzyć smog. 
Dla celów wojskowych wytwarzany bywa dym maskujący, np. w celu utworzenia zasłony dymnej. Służyć do tego mogą m.in. świece dymne, granaty dymne lub generatory dymne. 
Symbole wykorzystywane w celu opisania zmętnienia opalizującego i dymów to .